# 18826 Лейфер
18826 Лейфер (18826 Leifer) — астероїд головного поясу, відкритий 14 липня 1999 року.
Тіссеранів параметр щодо Юпітера — 3,492.